# (9110) Choukai
(9110) Choukai (1997 AM19) – planetoida z grupy pasa głównego asteroid okrążająca Słońce w ciągu 3,5 lat w średniej odległości 2,31 j.a. Odkryta 13 stycznia 1997 roku.